# تأثير كون
تأثير كوهن هوظاهرة تشتت الفونونات من سطح فيرمي وهو تغير حاد وقوي في منحنى تشتت الفونون لمادة ما عندما يتوافق متجه رقم موجة الفونونات مع قطر كرة فيرمي (سطح فيرمي) , و قد سمي بهذا الاسم نسبة إلى العالم والتر كون (كيميائي وفيزيائي نمساوي) . و التي أظهر من خلالها كون كيف أن غربلة اهتزازات الشبكة في معدن بواسطة إلكترونات التوصيل تؤدي إلى سلوك فردي لتردد omega على سطح معين S .